# Југовићево
Југовићево је градска четврт Новог Сада.

## Положај и назив насеља
Југовићево се налази на западној периферији града. Јужну границу насеља чини булевар Војводе Степе, источну границу чини Булевар Европе, северну границу чини граница са месном заједницом „Сајлово“, док западну границу чини граница насељеног места Нови Сад.
Суседни делови града односно суседна насеља су: Ветерничка рампа и Ново насеље на југу, Детелинара и Авијатичарско насеље на истоку, Сајлово (са Новим гробљем) на северу и Ветерник на западу.
Алтернативни незванични назив Југовићева је "Безбедњаково" - назив којим су Новосађани прозвали ово насеље, јер су ту читави блокови зграда направљени за припаднике снага безбедности.

## Месне заједнице
У административном смислу, већи део Југовићева припада месној заједници „Југовићево“, чије се седиште налази на Детелинари и која, поред насеља Југовићево, обухвата западни део Нове Детелинаре, као и западни део Авијатичарског насеља. Мањи, југоисточни део Југовићева, на делу булевара Војводе Степе, припада месној заједници "Бистрица", чије је седиште на Новом Насељу (Бистрици).

## Историја
На простору аеродрома је 1924. пронађено неколико масовних гробова са укупно "неколико стотина људских костура".
Насеље је добило име по војном аеродрому Југовићево који се овде налазио од 1913. године. Изграђен је за потребе аустроугарског ваздухопловства. Аеродром је у почетку имао само травнате писте за слетање и узлетање војних авиона, док су хангари били на суседном Сајлову. 1916. године су овде изграђени аеродромски објекти, касарна и зграде за техничке радионице. Српска ескадрила је после ослобођења, кад је долетела на француским авионима, новембра 1918, овде затекла 11 дрвених хангара. Касније је подигнуто шест зиданих хангара, затим штабне зграде, аеропланске радионице, официрски дом, итд.
На овом аеродрому била је прва пилотска школа, а ту су се налазиле и школе за резервне ваздухопловне официре, извиђаче, авио-механичаре и друге специјалистичке струке. Од септембра 1920. године овде је деловала и метеоролошка станица. На аеродрому је од 1924. године прослављана авијатичарска слава Свети Илија (2. августа), а редовно су од 1926. приређивана такмичења за краљев пехар, на рођендан престолонаследника Петра (6. септембра).
Аеродром је добио име „Југовићево“ 1927. године, по ваздухопловном официру Јовану Југовићу. Немачки бомбардери су на самом почетку Априлског рата 1941. године бомбардовали Југовићево. По окупацији Бачке, Немци су овде изградили 800 метара дуге бетонске писте и овај аеродром користили за летове авиона према Источном фронту. Црвена армија и НОВ (Југословенска армија) су ту, од октобра 1944. држали авионе, који су дејствовали на Сремском фронту и касније у завршним операцијама за ослобођење Југославије.
Од средине педесетих година 20. века Југовићево губи војни значај. Једно време на њему је била школа резервних официра (са полигоном за обуку), а данас је ту стационирана једна војна јединица (касарна „Мајевица"), док аеродром више не служи за авионски саобраћај.

## Карактеристике насеља
Већи део Југовићева припадао је војном комплексу Мајевица (касарна „Мајевица“, касарна „Југовићево"), који је саграђен 1916. да би служио потребама аеродрома. Током НАТО бомбардовања Новог Сада 1999. војни комплекс Мајевица је претрпео велика разарања.
У области која се налази јужно од војног комплекса и северно од булевара Војводе Степе дуго времена није било изграђених објеката, а сама област је служила као депонија грађевинског отпада. Градња првих пословних зграда на булевару Војводе Степе започела је током 1990-их а следила је и изградња стамбених објеката за индивидуално становање (у западном делу насеља). Део некадашњег војног полигона уступљен је за изградњу стамбених зграда за колективно становање, где се на локалитету „Сунчана страна“ гради 12 објеката са 492 стамбене јединице, од којих би значајан део припао припадницима војске.

## Привреда и пословање
Неки од привредно-пословних субјеката лоцираних дуж булевара Војводе Степе на Југовићеву су: "Дачија", "Институт Ватрогас", "Baby Mega Store", "Универзал", "Мајски", "Ена", "Уради сам", који је 2013. године страдао у пожару, али је убрзо реновиран, затим "Grand M", "East Point", "Mr.Bricolage", "Forma Ideale", бензинска пумпа "Еко", "Ситроен", супермаркет "Идеа (некада Туш)", "Pegioni", "Nexe grupa", "Сим", итд.
Северно од Југовићева, на Сајлову, налази се ново градско гробље у саставу јавног предузећа "Лисје".

## Образовање
На Jуговићеву се до скоро налазила "Елитна приватна економска школа", али је она пресељена.

## Манифестације
У месецу септембру се у касарни „Мајевица“ на Југовићеву одржава акција под називом „Отворени дан“ или „Дан отворених врата“, која има за циљ да грађанима покаже живот и рад у јединицама војске, уз приказ дела наоружања и војне опреме коју јединица користи.

## Саобраћајне везе
Пословни и стамбени објекти на Југовићеву су саобраћајно и комуникацијски тесно повезани са Новим насељем (са супротне стране булевара Војводе Степе), док директна саобраћајна веза са неким деловима месне заједнице „Југовићево“ (Авијатичарским насељем) не постоји. Изградњом продужетка Суботичког булевара (Булевара Европе) источно од Југовићева, насеље се саобраћајно делимично повезало и са поменутим деловима месне заједнице. Поред Југовићева (булеваром Војводе Степе) пролазе градски аутобуси 7 и 8, који повезују насеље са центром града.

## Даљи развој насеља
Југовићево има потенцијал да се развије у модерну пословно-стамбену четврт, а изградњом продужетка Булевара Европе и његовим повезивањем са ауто-путем Суботица-Београд на једној и планираним новим мостом на Дунаву на другој страни, насеље свакако добија на значају. Поред стамбених и пословно-привредних објеката, урбанистички план Новог Сада за 2021. годину предвиђа да се на Југовићеву саграде спортски центар и парк, као и да се ново градско гробље, лоцирано северно од насеља, прошири и на северни део Југовићева.
- Југовићево, булевар Војводе Степе
- Југовићево, фирма "Citroen" на булевару Војводе Степе
- Југовићево, супермаркет „Туш"